# Уиттекер, Роберт Хардинг
Роберт Хардинг Уиттекер (англ. Robert Harding Whittaker; 27 декабря 1920 — 20 октября 1980) — американский эколог и фитоценолог.

## Вклад в науку
Занимался вопросами классификации и ординации растительных сообществ. Отстаивал позиции сторонников континуальности растительного покрова (см. история геоботаники), став одним из лидеров этого направления в США. Первым обосновал разделение организмов на пять царств — прокариоты, протисты, грибы, растения, животные. Отвергал теорию моноклимакса, считал, что климакс является мозаичным (его концепция наиболее близка к теории поликлимакса).

## Научные труды
- Уиттекер Р. Сообщества и экосистемы. — М.: Прогресс, 1980. — 327 с.